# 미국의 국무장관
미합중국 국무장관(영어: United States Secretary of State)은 미국 국무부의 장관으로서 연방정부의 외교 정책을 총괄하는 행정 관직이다. 대한민국의 외교부 장관에 해당된다.
대통령이 지명하여, 상원의 승인 공청회에서 질의응답을 거치고 상원의 본회의에서 출석의원의 과반수 이상의 찬성을 얻어야 취임이 승인된다.

## 역대 국무장관
| 대 | 이름                           | 원어명                           | 취임일           | 퇴임일           | 대통령                 |
| -- | ------------------------------ | -------------------------------- | ---------------- | ---------------- | ---------------------- |
| 1  | 토머스 제퍼슨                  | Thomas Jefferson                 | 1790년 3월 22일  | 1793년 12월 31일 | 조지 워싱턴            |
| 2  | 에드먼드 랜돌프                | Edmund J. Randolph               | 1794년 1월 2일   | 1795년 8월 20일  | 조지 워싱턴            |
| 3  | 티머시 피커링                  | Timothy Pickering                | 1795년 12월 10일 | 1797년 3월 4일   | 조지 워싱턴            |
| 3  | 티머시 피커링                  | Timothy Pickering                | 1797년 3월 4일   | 1800년 5월 12일  | 존 애덤스              |
| 4  | 존 마셜                        | John Marshall                    | 1800년 6월 6일   | 1801년 2월 4일   | 존 애덤스              |
| 5  | 제임스 매디슨                  | James Madison                    | 1801년 5월 2일   | 1809년 3월 3일   | 존 애덤스              |
| 6  | 로버트 스미스                  | Robert Smith                     | 1809년 3월 6일   | 1811년 4월 1일   | 토머스 제퍼슨          |
| 7  | 제임스 먼로                    | James Monroe                     | 1811년 4월 6일   | 1817년 3월 3일   | 토머스 제퍼슨          |
| 8  | 존 퀸시 애덤스                 | John Quincy Adams                | 1817년 9월 22일  | 1825년 3월 3일   | 제임스 먼로            |
| 9  | 헨리 클레이                    | Henry Clay                       | 1825년 3월 7일   | 1829년 3월 3일   | 존 퀸시 애덤스         |
| 10 | 마틴 밴 뷰런                   | Martin Van Buren                 | 1829년 3월 28일  | 1831년 3월 23일  | 앤드루 잭슨            |
| 11 | 에드워드 리빙스턴              | Edward Livingston                | 1831년 5월 24일  | 1833년 5월 29일  | 앤드루 잭슨            |
| 12 | 루이스 맥레인                  | Louis McLane                     | 1833년 5월 29일  | 1834년 6월 30일  | 앤드루 잭슨            |
| 13 | 존 포사이스                    | John Forsyth                     | 1834년 7월 1일   | 1837년 3월 4일   | 앤드루 잭슨            |
| 13 | 존 포사이스                    | John Forsyth                     | 1837년 3월 4일   | 1841년 3월 3일   | 마틴 밴 뷰런           |
| 14 | 대니얼 웹스터                  | Daniel Webster                   | 1841년 3월 6일   | 1841년 4월 4일   | 윌리엄 해리슨          |
| 14 | 대니얼 웹스터                  | Daniel Webster                   | 1841년 4월 4일   | 1843년 5월 8일   | 존 타일러              |
| 15 | 아벨 업셔                      | Abel P. Upshur                   | 1843년 7월 24일  | 1844년 2월 28일  | 존 타일러              |
| 16 | 존 C. 칼훈                     | John C. Calhoun                  | 1844년 4월 1일   | 1845년 3월 10일  | 존 타일러              |
| 17 | 제임스 뷰캐넌                  | James Buchanan                   | 1845년 3월 10일  | 1849년 3월 7일   | 제임스 K. 포크         |
| 18 | 존 클레이턴                    | John Clayton                     | 1849년 3월 8일   | 1850년 7월 9일   | 재커리 테일러          |
| 18 | 존 클레이턴                    | John Clayton                     | 1850년 7월 9일   | 1850년 7월 22일  | 밀러드 필모어          |
| 19 | 대니얼 웹스터                  | Daniel Webster                   | 1850년 7월 23일  | 1852년 10월 24일 | 밀러드 필모어          |
| 20 | 에드워드 에버렛                | Edward Everett                   | 1852년 11월 6일  | 1853년 3월 3일   | 밀러드 필모어          |
| 21 | 윌리엄 마시                    | William Marcy                    | 1853년 3월 7일   | 1857년 3월 6일   | 프랭클린 피어스        |
| 22 | 루이스 캐스                    | Lewis Cass                       | 1857년 3월 6일   | 1860년 12월 14일 | 제임스 뷰캐넌          |
| 23 | 제러마이아 S. 블랙             | Jeremiah S. Black                | 1860년 12월 17일 | 1861년 3월 5일   | 제임스 뷰캐넌          |
| 24 | 윌리엄 H. 수어드               | William H. Seward                | 1861년 3월 5일   | 1865년 4월 15일  | 에이브러햄 링컨        |
| 24 | 윌리엄 H. 수어드               | William H. Seward                | 1865년 4월 15일  | 1869년 3월 4일   | 앤드루 존슨            |
| 25 | 엘리후 B. 워시번               | Elihu B. Washburne               | 1869년 3월 5일   | 1869년 3월 16일  | 율리시스 S. 그랜트     |
| 26 | 해밀턴 피시                    | Hamilton Fish                    | 1869년 3월 17일  | 1877년 3월 4일   | 율리시스 S. 그랜트     |
| 26 | 해밀턴 피시                    | Hamilton Fish                    | 1877년 3월 4일   | 1877년 3월 12일  | 러더퍼드 B. 헤이스     |
| 27 | 윌리엄 M. 에버츠               | William M. Evarts                | 1877년 3월 12일  | 1881년 3월 7일   | 러더퍼드 B. 헤이스     |
| 28 | 제임스 G. 블레인               | James G. Blaine                  | 1881년 3월 7일   | 1881년 9월 19일  | 제임스 A. 가필드       |
| 28 | 제임스 G. 블레인               | James G. Blaine                  | 1881년 9월 19일  | 1881년 12월 19일 | 체스터 A. 아서         |
| 29 | 프레더릭 시어도어 프렐링하이젠 | Frederick Theodore Frelinghuysen | 1881년 12월 19일 | 1885년 3월 6일   | 체스터 A. 아서         |
| 30 | 토머스 F. 베이어드             | Thomas F. Bayard                 | 1885년 3월 7일   | 1889년 3월 6일   | 그로버 클리블랜드      |
| 31 | 제임스 G. 블레인               | James G. Blaine                  | 1889년 3월 7일   | 1892년 6월 4일   | 벤저민 해리슨          |
| 32 | 존 W. 포스터                   | John W. Foster                   | 1892년 6월 29일  | 1893년 2월 23일  | 벤저민 해리슨          |
| 33 | 월터 Q. 그레셤                 | Walter Q. Gresham                | 1893년 3월 7일   | 1895년 5월 28일  | 그로버 클리블랜드      |
| 34 | 리처드 올니                    | Richard Olney                    | 1895년 6월 10일  | 1897년 3월 5일   | 그로버 클리블랜드      |
| 35 | 존 셔먼                        | John Sherman                     | 1897년 3월 6일   | 1898년 4월 27일  | 윌리엄 매킨리          |
| 36 | 윌리엄 R. 데이                 | William R. Day                   | 1898년 4월 28일  | 1898년 9월 16일  | 윌리엄 매킨리          |
| 37 | 존 헤이                        | John Hay                         | 1898년 9월 30일  | 1901년 9월 14일  | 윌리엄 매킨리          |
| 37 | 존 헤이                        | John Hay                         | 1901년 9월 14일  | 1905년 7월 1일   | 시어도어 루스벨트      |
| 38 | 엘리후 루트                    | Elihu Root                       | 1905년 7월 19일  | 1909년 1월 27일  | 시어도어 루스벨트      |
| 39 | 로버트 베이컨                  | Robert Bacon                     | 1909년 1월 27일  | 1909년 3월 5일   | 시어도어 루스벨트      |
| 40 | 필랜더 C. 녹스                 | Philander C. Knox                | 1909년 3월 6일   | 1913년 3월 5일   | 윌리엄 하워드 태프트   |
| 41 | 윌리엄 제닝스 브라이언         | William Jennings Bryan           | 1913년 3월 5일   | 1915년 6월 9일   | 우드로 윌슨            |
| 42 | 로버트 랜싱                    | Robert Lansing                   | 1915년 6월 24일  | 1920년 2월 13일  | 우드로 윌슨            |
| 43 | 베인브리지 콜비                | Bainbridge Colby                 | 1920년 3월 23일  | 1921년 3월 4일   | 우드로 윌슨            |
| 44 | 찰스 에번스 휴스               | Charles Evans Hughes             | 1921년 3월 5일   | 1923년 8월 2일   | 워런 G. 하딩           |
| 44 | 찰스 에번스 휴스               | Charles Evans Hughes             | 1923년 8월 2일   | 1925년 3월 4일   | 캘빈 쿨리지            |
| 45 | 프랭크 B. 켈로그               | Frank B. Kellogg                 | 1925년 3월 5일   | 1929년 3월 4일   | 캘빈 쿨리지            |
| 45 | 프랭크 B. 켈로그               | Frank B. Kellogg                 | 1929년 3월 4일   | 1929년 3월 28일  | 허버트 후버            |
| 46 | 헨리 L. 스팀슨                 | Henry L. Stimson                 | 1929년 3월 28일  | 1933년 3월 4일   | 허버트 후버            |
| 47 | 코델 헐                        | Cordell Hull                     | 1933년 3월 4일   | 1944년 11월 30일 | 프랭클린 D. 루스벨트   |
| 48 | 에드워드 스테티니어스 2세      | Edward Stettinius Jr.            | 1944년 12월 1일  | 1945년 4월 12일  | 프랭클린 D. 루스벨트   |
| 48 | 에드워드 스테티니어스 2세      | Edward Stettinius Jr.            | 1945년 4월 12일  | 1945년 6월 27일  | 해리 S. 트루먼         |
| 49 | 제임스 F. 번즈                 | James F. Byrnes                  | 1945년 7월 3일   | 1947년 1월 21일  | 해리 S. 트루먼         |
| 50 | 조지 C. 마셜                   | George C. Marshall               | 1947년 1월 21일  | 1949년 1월 20일  | 해리 S. 트루먼         |
| 51 | 딘 애치슨                      | Dean Acheson                     | 1949년 1월 21일  | 1953년 1월 20일  | 해리 S. 트루먼         |
| 52 | 존 포스터 덜레스               | John Foster Dulles               | 1953년 1월 21일  | 1959년 4월 22일  | 드와이트 D. 아이젠하워 |
| 53 | 크리스천 허터                  | Christian Herter                 | 1959년 4월 22일  | 1961년 1월 20일  | 드와이트 D. 아이젠하워 |
| 54 | 딘 러스크                      | Dean Rusk                        | 1961년 1월 21일  | 1963년 11월 22일 | 존 F. 케네디           |
| 54 | 딘 러스크                      | Dean Rusk                        | 1963년 11월 22일 | 1969년 1월 20일  | 린든 B. 존슨           |
| 55 | 윌리엄 P. 로저스               | William P. Rogers                | 1969년 1월 22일  | 1973년 9월 3일   | 리처드 닉슨            |
| 56 | 헨리 키신저                    | Henry Kissinger                  | 1973년 9월 22일  | 1974년 8월 9일   | 리처드 닉슨            |
| 56 | 헨리 키신저                    | Henry Kissinger                  | 1974년 8월 9일   | 1977년 1월 20일  | 제럴드 포드            |
| 57 | 사이러스 밴스                  | Cyrus Vance                      | 1977년 1월 23일  | 1980년 4월 28일  | 지미 카터              |
| 58 | 에드먼드 머스키                | Edmund Muskie                    | 1980년 5월 8일   | 1981년 1월 18일  | 지미 카터              |
| 59 | 알렉산더 헤이그                | Alexander Haig                   | 1981년 1월 22일  | 1982년 7월 5일   | 로널드 레이건          |
| 60 | 조지 P. 슐츠                   | George P. Shultz                 | 1982년 7월 16일  | 1989년 1월 20일  | 로널드 레이건          |
| 61 | 제임스 베이커                  | James Baker                      | 1989년 1월 25일  | 1992년 8월 23일  | 조지 H. W. 부시        |
| 62 | 로렌스 이글버거                | Lawrence Eagleburger             | 1992년 12월 8일  | 1993년 1월 20일  | 조지 H. W. 부시        |
| 63 | 워런 크리스토퍼                | Warren Christopher               | 1993년 1월 20일  | 1997년 1월 17일  | 빌 클린턴              |
| 64 | 매들린 올브라이트              | Madeleine Albright               | 1997년 1월 23일  | 2001년 1월 20일  | 빌 클린턴              |
| 65 | 콜린 파월                      | Colin Powell                     | 2001년 1월 20일  | 2005년 1월 26일  | 조지 W. 부시           |
| 66 | 콘돌리자 라이스                | Condoleezza Rice                 | 2005년 1월 26일  | 2009년 1월 20일  | 조지 W. 부시           |
| 67 | 힐러리 클린턴                  | Hillary Clinton                  | 2009년 1월 21일  | 2013년 2월 1일   | 버락 오바마            |
| 68 | 존 케리                        | John Kerry                       | 2013년 2월 1일   | 2017년 1월 20일  | 버락 오바마            |
| 69 | 렉스 틸러슨                    | Rex Tillerson                    | 2017년 2월 1일   | 2018년 3월 31일  | 도널드 트럼프          |
| 70 | 마이크 폼페이오                | Mike Pompeo                      | 2018년 4월 26일  | 2021년 1월 20일  | 도널드 트럼프          |
| 71 | 앤터니 블링컨                  | Antony Blinken                   | 2021년 1월 26일  | 2025년 1월 20일  | 조 바이든              |
| 72 | 마르코 루비오                  | Marco Rubio                      | 2025년 1윌 21일  |                  | 도널드 트럼프          |

## 같이 보기
- 미합중국 대통령
- 미국 국무부